# Primera División 1950/51
Die Primera División 1950/51 war die 20. Spielzeit der höchsten spanischen Fußballliga. Sie startete am 10. September 1950 und endete am 22. April 1951.

## Vor der Saison
- Als Titelverteidiger ging der dreifache Meister Atlético Madrid ins Rennen. Letztjähriger Vizemeister wurde Deportivo La Coruña.
- Aufgestiegen aus der Segunda División sind Real Santander, CD Alcoyano, UD Lérida und Real Murcia.

## Vereine
| Verein              | Stadt         | Stadion                   |
| ------------------- | ------------- | ------------------------- |
| CD Alcoyano         | Alcoy         | Camp Municipal del Callao |
| CF Barcelona        | Barcelona     | Camp de Les Corts         |
| Español Barcelona   | Barcelona     | Estadi Sarrià             |
| Atlético Bilbao     | Bilbao        | Estadio San Mamés         |
| Deportivo La Coruña | La Coruña     | Estadio Riazor            |
| UD Lérida           | Lleida        | Camp d’Esports            |
| Real Madrid         | Madrid        | Estadio de Chamartín      |
| Atlético Madrid     | Madrid        | Estadio Metropolitano     |
| CD Málaga           | Málaga        | Estadio La Rosaleda       |
| Real Murcia         | Murcia        | La Condomina              |
| Real Santander      | Santander     | Estadio El Sardinero      |
| Real Sociedad       | San Sebastián | Estadio de Atotxa         |
| FC Sevilla          | Sevilla       | Estadio de Nervión        |
| FC Valencia         | Valencia      | Estadio Mestalla          |
| Real Valladolid     | Valladolid    | Estadio José Zorrilla     |
| Celta Vigo          | Vigo          | Estadio Balaídos          |

## Abschlusstabelle
Ab dieser Saison waren 16 Mannschaften vertreten.
| Pl. | Verein              | Sp. | S  | U | N  | Tore    | Quote | Punkte |
| --- | ------------------- | --- | -- | - | -- | ------- | ----- | ------ |
| 1.  | Atlético Madrid (M) | 30  | 17 | 6 | 7  | 087:500 | 1,74  | 40:20  |
| 2.  | FC Sevilla          | 30  | 17 | 4 | 9  | 079:460 | 1,72  | 38:22  |
| 3.  | FC Valencia         | 30  | 17 | 3 | 10 | 064:480 | 1,33  | 37:23  |
| 4.  | CF Barcelona        | 30  | 16 | 3 | 11 | 083:610 | 1,36  | 35:25  |
| 5.  | Real Sociedad       | 30  | 15 | 5 | 10 | 077:560 | 1,38  | 35:25  |
| 6.  | Real Valladolid     | 30  | 14 | 5 | 11 | 051:510 | 1,00  | 33:27  |
| 7.  | Atlético Bilbao (P) | 30  | 15 | 3 | 12 | 088:560 | 1,57  | 33:27  |
| 8.  | Celta Vigo          | 30  | 15 | 3 | 12 | 062:560 | 1,11  | 33:27  |
| 9.  | Real Madrid         | 30  | 13 | 5 | 12 | 080:710 | 1,13  | 31:29  |
| 10. | Real Santander (N)  | 30  | 12 | 6 | 12 | 049:600 | 0,82  | 30:30  |
| 11. | Español Barcelona   | 30  | 13 | 4 | 13 | 082:720 | 1,14  | 30:30  |
| 12. | Deportivo La Coruña | 30  | 13 | 4 | 13 | 064:470 | 1,36  | 30:30  |
| 13. | CD Málaga           | 30  | 12 | 5 | 13 | 055:520 | 1,06  | 29:31  |
| 14. | Real Murcia (N)     | 30  | 8  | 3 | 19 | 040:860 | 0,47  | 19:41  |
| 15. | CD Alcoyano (N)     | 30  | 6  | 2 | 22 | 036:920 | 0,39  | 14:46  |
| 16. | UD Lérida (N)       | 30  | 6  | 1 | 23 | 041:134 | 0,31  | 13:47  |

Platzierungskriterien: 1. Punkte – 2. Direkter Vergleich  – 3. Torquotient – 4. geschossene Tore
| (M) | amtierender Meister              |
| (P) | amtierender Pokalsieger          |
| (N) | Neuaufsteiger der letzten Saison |

## Kreuztabelle
| 1950/51             |     |     | FC Valencia | CF Barcelona | Real Sociedad | Real Valladolid | Atlético Bilbao | Celta Vigo | Real Madrid | Racing Santander | Español Barcelona | Deportivo La Coruña | CD Málaga | Real Murcia | CD Alcoyano | UD Lérida |
| ------------------- | --- | --- | ----------- | ------------ | ------------- | --------------- | --------------- | ---------- | ----------- | ---------------- | ----------------- | ------------------- | --------- | ----------- | ----------- | --------- |
| Atlético Madrid     |     | 2:1 | 3:2         | 6:4          | 2:2           | 7:0             | 2:0             | 3:2        | 4:0         | 9:1              | 1:1               | 5:2                 | 3:0       | 2:2         | 5:1         | 7:1       |
| FC Sevilla          | 1:1 |     | 4:0         | 4:0          | 2:1           | 4:0             | 1:0             | 3:0        | 4:0         | 4:0              | 5:2               | 3:1                 | 4:2       | 5:0         | 7:1         | 5:0       |
| FC Valencia         | 1:0 | 4:0 |             | 4:2          | 1:1           | 4:1             | 3:1             | 0:1        | 2:1         | 3:3              | 3:2               | 0:3                 | 3:1       | 2:0         | 4:1         | 4:1       |
| CF Barcelona        | 3:0 | 4:1 | 2:1         |              | 8:2           | 3:1             | 2:1             | 3:1        | 7:2         | 2:1              | 4:1               | 2:2                 | 7:2       | 2:1         | 6:0         | 6:1       |
| Real Sociedad       | 1:1 | 1:0 | 3:0         | 3:1          |               | 5:2             | 3:0             | 5:1        | 6:2         | 5:0              | 3:1               | 5:1                 | 4:1       | 7:0         | 3:1         | 2:0       |
| Real Valladolid     | 3:3 | 4:1 | 0:1         | 1:0          | 3:2           |                 | 4:2             | 3:1        | 0:1         | 4:1              | 1:1               | 2:0                 | 1:0       | 4:0         | 0:1         | 2:0       |
| Atlético Bilbao     | 4:0 | 3:0 | 4:1         | 4:3          | 7:1           | 1:1             |                 | 9:4        | 2:5         | 3:1              | 4:2               | 1:1                 | 3:1       | 5:1         | 8:1         | 10:0      |
| Celta Vigo          | 0:2 | 3:0 | 5:1         | 2:2          | 3:1           | 0:1             | 4:1             |            | 2:2         | 1:0              | 2:0               | 1:2                 | 2:1       | 4:1         | 6:2         | 4:0       |
| Real Madrid         | 3:6 | 3:3 | 3:2         | 4:1          | 7:2           | 2:1             | 2:2             | 1:1        |             | 0:1              | 6:2               | 2:1                 | 1:1       | 6:0         | 7:0         | 7:0       |
| Real Santander      | 1:0 | 2:2 | 0:2         | 2:2          | 1:1           | 4:1             | 1:0             | 2:1        | 1:0         |                  | 4:3               | 4:2                 | 0:0       | 4:0         | 3:1         | 5:1       |
| Español Barcelona   | 4:3 | 2:4 | 2:2         | 6:0          | 2:1           | 3:2             | 3:2             | 3:1        | 7:1         | 2:1              |                   | 3:2                 | 4:2       | 7:0         | 5:3         | 8:0       |
| Deportivo La Coruña | 3:0 | 0:3 | 1:0         | 2:0          | 1:1           | 0:1             | 4:0             | 4:1        | 5:0         | 0:1              | 4:1               |                     | 2:2       | 4:1         | 4:0         | 10:1      |
| CD Málaga           | 2:1 | 2:0 | 0:2         | 3:1          | 4:1           | 0:0             | 2:1             | 1:2        | 3:0         | 2:0              | 2:0               | 4:2                 |           | 0:0         | 2:0         | 9:0       |
| Real Murcia         | 1:3 | 3:2 | 2:4         | 3:2          | 2:1           | 1:2             | 3:6             | 1:2        | 2:5         | 2:0              | 0:0               | 2:0                 | 4:0       |             | 3:1         | 3:2       |
| CD Alcoyano         | 1:2 | 1:1 | 0:2         | 0:1          | 1:4           | 1:4             | 0:1             | 0:2        | 2:1         | 3:3              | 4:1               | 0:1                 | 2:1       | 1:0         |             | 6:2       |
| UD Lérida           | 3:4 | 4:5 | 1:6         | 0:3          | 1:0           | 2:2             | 0:3             | 2:3        | 1:6         | 4:2              | 5:4               | 1:0                 | 2:5       | 3:2         | 3:1         |           |

### Relegation
| Pl. | Verein         | Sp. | S | U | N | Tore    | Quote | Punkte |
| --- | -------------- | --- | - | - | - | ------- | ----- | ------ |
| 1.  | UD Las Palmas  | 10  | 8 | 0 | 2 | 026:110 | 2,36  | 16:40  |
| 2.  | Real Saragossa | 10  | 7 | 1 | 2 | 031:160 | 1,94  | 15:50  |
| 3.  | CD Málaga      | 10  | 7 | 1 | 2 | 034:180 | 1,89  | 15:50  |
| 4.  | Real Murcia    | 10  | 3 | 0 | 7 | 023:330 | 0,70  | 06:14  |
| 5.  | CE Sabadell    | 10  | 2 | 1 | 7 | 014:250 | 0,56  | 05:15  |
| 6.  | UD Salamanca   | 10  | 1 | 1 | 8 | 008:330 | 0,24  | 03:17  |

|                | UD Las Palmas | Real Saragossa | CD Málaga | Real Murcia | CE Sabadell | UD Salamanca |
| UD Las Palmas  |               | 2:0            | 4:1       | 6:1         | 2:0         | 2:1          |
| Real Saragossa | 3:1           |                | 6:2       | 3:2         | 3:1         | 5:0          |
| CD Málaga      | 2:0           | 4:2            |           | 5:2         | 4:0         | 6:0          |
| Real Murcia    | 2:5           | 1:4            | 1:5       |             | 5:2         | 6:2          |
| CE Sabadell    | 1:2           | 2:4            | 2:2       | 1:0         |             | 3:0          |
| UD Salamanca   | 0:2           | 1:1            | 1:3       | 0:3         | 3:2         |              |

## Nach der Saison
- 1. – Atlético Madrid – Meister

Absteiger in die Segunda División
- 13. – CD Málaga
- 14. – Real Murcia
- 15. – CD Alcoyano
- 16. – UD Lérida

Aufsteiger in die Primera División
- Real Gijón
- Atlético Tetuán
- UD Las Palmas
- Real Saragossa

## Pichichi-Trophäe
Die Pichichi-Trophäe wird jährlich für den besten Torschützen der Spielzeit vergeben.
| Pl. | Nat.         | Spieler         | Verein          | Tore |
| --- | ------------ | --------------- | --------------- | ---- |
| 1   | Spanien 1945 | Zarra           | Atlético Bilbao | 38   |
| 2   | Spanien 1945 | César Rodríguez | CF Barcelona    | 29   |
| 3   | Spanien 1945 | Adrián Escudero | Atlético Madrid | 20   |
|     | Spanien 1945 | Pahiño          | Real Madrid     | 20   |
|     | Spanien 1945 | Manuel Badenes  | FC Valencia     | 20   |

## Die Meistermannschaft von Atlético Madrid
(Spieler mit mindestens 5 Einsätzen wurden berücksichtigt; in Klammern sind die Spiele und Tore angegeben)
| 1.              | Atlético Madrid |
| Atlético Madrid | - Tor: Marcel Domingo (29/-) - Abwehr: Alfonso Aparicio (18/1); José Biosca (11/-); Diego Lozano (21/-); Juan José Mencía (10/-); Rafael Múgica (20/5); Alfonso Silva (20/1); Tinte (24/2) - Mittelfeld: Larbi Ben Barek (22/14); Henri Carlsson (26/11); Manuel Santana Farias (9/-); José Hernández (14/-) - Sturm: Adrián Escudero (30/20); Salvador Estruch (11/1); José Juncosa (19/12); Pedro Mascaró (10/3); José Luis Pérez-Payá (26/14) - Trainer: Helenio Herrera |